# René Mesnardeau
René Mesnardeau, seigneur du Perray, était lieutenant général du présidial de Nantes et maire de Nantes du 26 juillet 1627 au 17 septembre 1629.

## Biographie
Il est le fils de Pierre Ménardeau, seigneur du Perray, de Sainte-Pazanne, de Ranzay et de La Duracerie, maître des comptes, et de Renée Gabard , dame de La Botinière. Marié avec Renée de Crespy, il est le beau-père de Claude Bidé.